# Municipio de Sherman (condado de Antelope)
El municipio de Sherman (en inglés: Sherman Township) es un municipio ubicado en el condado de Antelope en el estado estadounidense de Nebraska. En el año 2010 tenía una población de 103 habitantes y una densidad poblacional de 1,11 personas por km².

## Geografía
El municipio de Sherman se encuentra ubicado en las coordenadas 42°23′37″N 98°14′6″O / 42.39361, -98.23500. Según la Oficina del Censo de los Estados Unidos, el municipio tiene una superficie total de 92.75 km², de la cual 92,65 km² corresponden a tierra firme y (0,11 %) 0,1 km² es agua.

## Demografía
Según el censo de 2010, había 103 personas residiendo en el municipio de Sherman. La densidad de población era de 1,11 hab./km². De los 103 habitantes, el municipio de Sherman estaba compuesto por el 99,03 % blancos y el 0,97 % eran de una mezcla de razas. Del total de la población el 0 % eran hispanos o latinos de cualquier raza.